# Curt von Dewitz
Curt von Dewitz (* 31. Juli 1871 in Sophienhof, Kreis Regenwalde; † 2. April 1929 in Berlin-Halensee) war ein deutscher Generalleutnant der Reichswehr und Inspekteur der Artillerie.

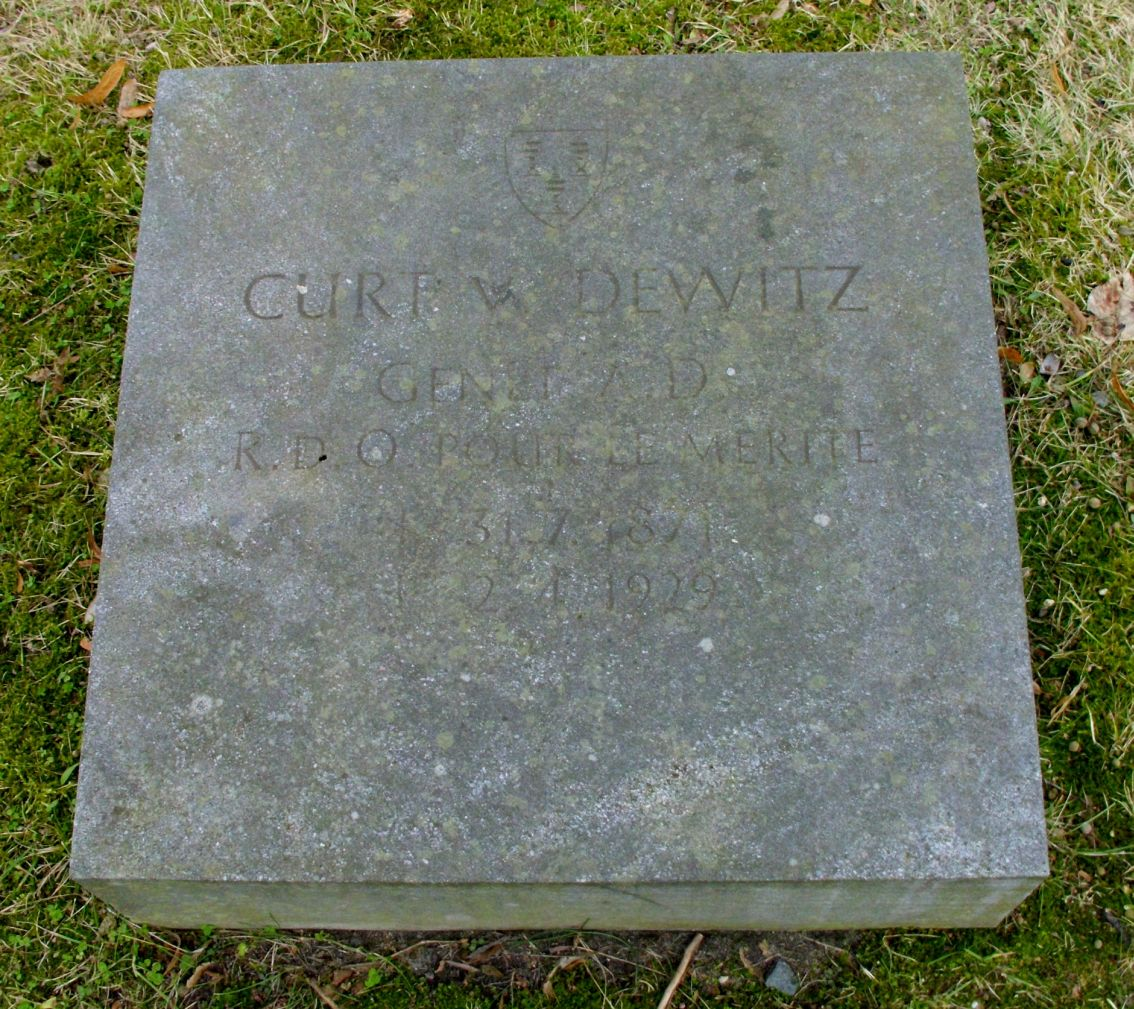
Restitutions-Grabstein für Curt von Dewitz auf dem Invalidenfriedhof Berlin (Zustand 2013)

## Leben

### Herkunft
Curt war der Sohn von Max von Dewitz (1844–1893) und dessen Ehefrau Elisabeth, geborene von Metzradt (1851–1886).

### Militärkarriere
Dewitz trat nach dem Besuch der Kadettenanstalt am 24. März 1890 als Sekondeleutnant in das 1. Pommersche Feldartillerie-Regiment Nr. 2 der Preußischen Armee in Kolberg ein. Von 1892 bis 1893 absolvierte er die Vereinigte Artillerie- und Ingenieurschule und wurde nach seiner Rückkehr zu seinem Stammregiment Adjutant der II. Abteilung in Belgard sowie als solcher am 1. April 1898 Premierleutnant. Am 18. Oktober 1902 folgte unter gleichzeitiger Beförderung zum Hauptmann die Ernennung zum Batteriechef. Dewitz kam dann am 18. August 1911 in gleicher Stellung nach Perleberg zum Kurmärkischen Feldartillerie-Regiment Nr. 39. Von dort versetzte man ihn am 19. Juni 1912 nach Bromberg zum Stab des Hinterpommerschen Feldartillerie-Regiments Nr. 53. Dewitz wurde am 6. Juni 1913 zum Major befördert und als solcher am 1. Oktober 1913 zum Kommandeur der I. Abteilung des ebenfalls in Bromberg stationierten 2. Pommerschen Feldartillerie-Regiments Nr. 17 ernannt.
Mit der Mobilmachung und Ausbruch des Ersten Weltkriegs kam Dewitz mit seinem Regiment im Verband der 1. Armee an der Westfront zum Einsatz, wo sie bei Mons erstmals in Kampfhandlungen verwickelt wurden. Nach dem Ende der Schlacht um Ypern verlegt das Regiment an die Ostfront und beteiligte sich dort an der Schlacht um Łódź. Ab Januar kämpfte er mit seiner Abteilung in Ungarn und im Laufe des Jahres in der Bug-Offensive. Dewitz wurde am 12. November 1915 zum Kommandeur des 1. Ostpreußischen Feldartillerie-Regiments Nr. 16 ernannt, mit dem er im März 1916 kurzzeitig an der Westfront bei Verdun antrat. Von August 1916 bis März 1917 kam das Regiment nochmals an die Ostfront. Wieder vor Verdun, beteiligte sich Dewitz mit seiner Einheit im Frühjahr an der Großen Schlacht in Frankreich. Er erhielt am 22. April 1918 den Orden Pour le Mérite, wurde am 3. Juli 1918 zum Artillerie-Kommandeur Nr. 1 ernannt und in dieser Stellung am 15. Juli zum Oberstleutnant befördert.
Als solcher wurde Dewitz nach Kriegsende in sein Friedenstruppenteil zurückversetzt und in die Reichswehr übernommen. Dort verwendete man ihn zunächst im Stab des Reichswehr-Artillerie-Regiments 2, dessen Kommandeur er dann am 16. Mai 1920 wurde. Als Oberst (seit 18. Dezember 1920) fungierte Dewitz vom 1. Februar 1923 bis 31. März 1927 als Kommandeur der Artillerieschule Jüterbog und wurde zwischenzeitlich am 1. November 1925 Generalmajor. Anschließend war er beim Stab des Gruppenkommandos 2 in Kassel, ehe man Dewitz am 1. November 1927 zum Inspekteur der Artillerie ernannte sowie am 1. Januar 1928 zum Generalleutnant beförderte. Von diesem Posten wurde Dewitz am 31. Januar 1929 entbunden und in den Ruhestand verabschiedet.
Curt von Dewitz wurde auf dem Invalidenfriedhof Berlin beigesetzt. Sein Grab ist mit einem Restitutionsstein gekennzeichnet.

## Auszeichnungen
- Roter Adlerorden IV. Klasse Klasse[2]
- Preußische Rettungsmedaille am Bande[2]
- Eisernes Kreuz (1914) II. und I. Klasse[2]
- Preußisches Dienstauszeichnungskreuz[2]
- Ritterkreuz des Königlichen Hausordens von Hohenzollern mit Schwertern[2]
- Orden der Eisernen Krone III. Klasse mit Kriegsdekoration[2]
- Österreichisches Militärverdienstkreuz III. Klasse mit Kriegsdekoration[2]